# Victoria Cup
Victoria Cup var en matchserie i ishockey som spelas mellan ett europeiskt lag och ett lag från NHL. Vinnaren av cupen erhåller 1 miljon schweizerfranc. 2008 var första året cupen spelades och mästarna från den Ryska ligan KHL Metallurg Magnitogorsk mötte New York Rangers. Under de kommande åren var det tänkt att vinnaren av CHL skulle möta ett KHL-lag, men dåvarande CHL lades ner 2009. Victoria Cup spelades bara två år innan den lades ner

## Resultat
| År   | Datum        | Värd            | Vinnare          | Resultat | Tvåa                   |
| ---- | ------------ | --------------- | ---------------- | -------- | ---------------------- |
| 2008 | 1 oktober    | Bern, Schweiz   | New York Rangers | 4–3      | Metallurg Magnitogorsk |
| 2009 | 29 september | Zürich, Schweiz | ZSC Lions        | 2-1      | Chicago Blackhawks     |